# ماه‌آذر گشنسپ
ماه‌آذر گشنسپ از اشراف ایرانی بود که در دوران پادشاهی شاه خردسال، اردشیر سوم، وزرگ فرمدار شاهنشاهی ساسانی بود.

## زندگی‌نامه
نام ماه‌آذر نخستین بار در سال ۶۲۸ در منابع آمده است. او به همراه برادرش که نرسه نام داشت، فرزند کسی به نام جشنس (گشنسپ) و زنی اشرافی از خاندان اسپهبدان بودند که نامش دانسته نیست، اما می‌دانیم که خواهر ویستهم و ویندوی بوده است. ماه‌آذر پس از به پادشاهی رسیدن اردشیر سوم، به جایگاه وزرگ‌فرمداری ایران‌شهر رسید و به خوبی آن را سرپرستی کرد. طبری نوشته است که «ماه‌آذر گشنسپ آن چنان شگرف و با مدیریتی استوار به سرپرستی و فرمداری شاهنشاهی ساسانی پرداخت که هیچ کس از جوانی اردشیر سوم باخبر نبود». بر پایهٔ گفتهٔ منابعی دیگر، ماه‌آذر پسرخالهٔ خسرو پرویز بود. یک سال پس از آن، شهربراز با ۶ هزار مرد به سوی تیسفون پیشروی کرد و شهر را محاصره کرد. ولی در گرفتن شهر ناتوان بود، و با پیروز خسرو که رهبر دسته پارسیگ و وزرگ فرمدار پیشین ایران‌شهر در دوران شیرویه (پدر اردشیر سوم و پسر خسرو پرویز) بود، دست‌به‌یکی کرد. شهربراز همچنین با نامدارگشنسپ، اسپهبد نیمروز هم دست‌به‌یکی کرد و با یاری این چهره‌های نیرومند، تیسپون را گرفت و اردشیر سوم و همچنین ماه‌آذر گشنسپ و دیگر اشراف شاهنشاهی ساسانی و کسی به نام اردبیل را به دار آویخت. چهل روز بعد، خود شهربراز نیز به دست فرخ‌هرمز کشته شد و بوران‌دخت، دختر خسرو پرویز بر تخت شاهنشاهی ساسانی نشست. دو پسر ماه‌آذر، قباد و انوشگان، پس از این رخدادها در سال ۶۳۳، با عرب‌ها سه بار در جنگ زنجیر و جنگ رودخانه جنگیدند که در آن به دست سردار عرب، خالد بن ولید کشته شدند.